# Nicolás II de Werle
Nicolás II, señor de Werle (antes de 1275 - 18 de febrero de 1316 en Pustow, cerca de Güstrow) fue señor de Werle-Parchim desde 1283 hasta su muerte, y desde 1292 señor de Werle.
Su tío Enrique I de Werle fue asesinado en 1291 por sus hijos Enrique II y Nicolás, porque se había vuelto a casar y sentían que esto amenazaba su herencia. Después de una guerra prolongada, Nicolás II derrotó a sus primos, quienes habían formado una alianza con el señor Enrique II de Mecklemburgo y el elector Alberto III de Brandeburgo.  Esto le permitió reunir Werle-Parchim y Werle-Güstrow.
En 1311, viajó a Montpellier en el sur de Francia, donde él esperaba ser curado de la lepra en la famosa escuela de medicina. No se curó, pero el progreso de la enfermedad se ralentizó. Se retiró del gobierno y vivió el resto de su vida en Pustow, cerca de Güstrow.
Nicolás II murió en 1316. Después de su muerte, Werle fue dividida de nuevo, con el hijo de Nicolás Juan III tomando Werle-Goldberg y el hijo menor de Nicolás Juan II asumiendo Werle-Güstrow.

## Matrimonio y descendencia
Nicolás primero se casó en 1292, con Riquilda (m. antes del 27 de octubre de 1308), una hija del rey Erico V de Dinamarca. Tuvieron dos hijos:
- Juan III, señor de Werle-Goldberg
- Sofía (m. 6 de diciembre de 1339), casado con Gerardo III "el Grande", conde de Holstein-Rendsburg

Su segunda esposa fue Matilde, la hija del duque Otón II de Brunswick-Luneburgo. Este matrimonio no tuvo hijos.